# Les Matelots
 (novembre 2023).
Si vous disposez d'ouvrages ou d'articles de référence ou si vous connaissez des sites web de qualité traitant du thème abordé ici, merci de compléter l'article en donnant les références utiles à sa vérifiabilité et en les liant à la section « Notes et références ».
- Les Matelots est un ballet de Jean-Georges Noverre représenté à la Foire Saint-Germain à Paris le 18 février 1755.

- Les Matelots est un ballet en deux actes et cinq tableaux, livret de Boris Kochno, musique de Georges Auric, chorégraphié par Léonide Massine, et créé le 17 juin 1925 au théâtre de la Gaîté-Lyrique par les Ballets russes.